# Heterogriffus
Heterogriffus es un género de arañas cangrejo de la familia Thomisidae. Contiene una sola especie, Heterogriffus berlandi. La especie fue descrita por Lessert en 1938.
Aparece registrado y publicado en una sección de Revue zoologique africaine, 90.

## Distribución
Se distribuye por África: Congo, Angola y Uganda.